# Abadir de Imilchil

L'abadir de Imilchil est un pain marocain de la tribu Aït Hdiddou, qui a la particularité de faire plus d'un mètre de diamètre et qui peut donc nourrir jusqu'à 40 personnes. Il est préparé exclusivement par les hommes et mis à cuire sur des cailloux chauffés. Afin de cuire uniformément, il est recouvert de cendres et de plantes comme l'armoise.
Il peut être conservé pendant plus d'une semaine. 